# Mohamed Garne
Mohamed Garne, né le 19 avril 1960 à El Attaf, est une « victime de guerre », né du viol de sa mère par des militaires français pendant la guerre d'Algérie.

## Né d'un viol sur mineure
Kheira Garne, mère biologique de Mohamed, n'avait que 15 ans lorsque, transportée dans le camp de détention de Theniet El Had, elle fut torturée et violée par des soldats de l'armée française. Enceinte, les soldats ont essayé de la faire avorter en lui donnant des coups de pied au ventre et ont continué à la violer et à la maltraiter tout au long de sa grossesse.
À sa naissance, Mohamed Garne est séparé de sa maman Kheira car elle a été jugée incapable de prendre soin de son enfant. Il est alors confié à plusieurs nourrices chez lesquelles il a été très mal pris en charge.
On le retrouvera anorexique dans un hôpital à Alger, avec une fracture au crâne. Ensuite un couple d'écrivains décide de l'adopter, seulement à ses quinze ans, ce couple se sépare et l'oblige alors à retourner à l'orphelinat.
Sa mère adoptive est la romancière et académicienne Assia Djebar, pseudonyme de Fatima-Zohra Imahlayène, qui a écrit la pièce Rouge l'aube avec son premier mari Walid Garn pseudonyme de Ahmed Ould-Rouis (père adoptif de Mohamed Garne).
Après cette période mélancolique marquée par l'alcool et l'automutilation (dont il garde les empreintes sur son corps jusqu'à ce jour), il se lance à partir de 1986 à la recherche de sa mère biologique qu'il retrouve un soir de septembre 1988 dans la capitale algérienne.

## Action auprès de la justice algérienne
En pensant être le fils d'un martyr oublié nommé Abdelkader Bengoucha, en 1991, Mohamed Garne a entamé une action en justice contre la famille Bengoucha en réclamant les droits de sa mère. L'affaire a été prise en charge par le tribunal, puis par la cour d'appel de Theniet El Had, et enfin devant la Cour suprême d'Alger en mars 1994. C'est devant cette dernière institution que, le 22 mars 1994, la mère avouera la vérité : « Monsieur le juge, ils m'ont violée » déclara-t-elle. À partir de ce jour, Kheira accepte de raconter son viol à son enfant pendant la guerre d'Algérie.

## Action auprès de la justice française
Mohamed Garne obtient la nationalité française en 1996, mais le statut de « victime de guerre » lui est refusé. En 1998, il entame une nouvelle action en justice contre le ministère de la Défense.
En 2001, l'État français a reconnu Mohamed Garne comme une « victime de guerre » via un arrêt rendu le 22 novembre par la cour d'appel de Paris. Les magistrats lui ont accordé à ce titre une pension d'invalidité de 30 % durant trois ans pour « troubles psychiques » à propos des coups infligés à sa mère durant sa grossesse. Il s'agit de la première victime dont la justice a reconnu officiellement les exactions commises par certains militaires français durant la guerre d'Algérie qui ont été amnistiés après les accords d'Évian.
Aujourd’hui, il continue à se battre pour obtenir tous ses droits et ceux de sa mère. Mohamed Garne a engagé une action devant les tribunaux français à l'encontre du ministère de la défense française pour crime de guerre et crime contre l'humanité.
Après la visite de François Hollande en Algérie le 19 décembre 2012, Mohamed Garne s'exprime dans une interview, il veut démonter les verrous imposés par les deux États (algérien et français), il évoque l'Amnistie découlant du traité d’Évian.

## Communication
Mohamed Garne a voulu faire partager son vécu et sa souffrance. Pour cela, il a écrit un livre autobiographique, d'abord publié en France intitulé Lettre à ce père qui pourrait être vous, ouvrage qu'il a ensuite réédité en Algérie avec son titre d'origine Français par le crime, j'accuse !.
Il a participé à plusieurs émissions, dont le magazine Envoyé spécial, et collaboré à des courts métrages sur les deux rives de la Méditerranée. Il prépare le scénario d'un film français dénonçant les conséquences de 132 ans de colonisation française.

## Ouvrages
- Lettre à ce père qui pourrait être vous, éd. JC Lattès, 2005  (ISBN 2709626802).
- Français par le crime j'accuse, éd. L'Harmattan, 2011  (ISBN 2296544584).
- Français par le crime j'accuse, version arabe[11], éd. Bouaroudj, 2012  (ISBN 978-9947-0-3502-3).